# Hymenocephalus lethonemus
Hymenocephalus lethonemus is een straalvinnige vissensoort uit de familie van rattenstaarten (Macrouridae). De wetenschappelijke naam van de soort is voor het eerst geldig gepubliceerd in 1904 door Jordan & Gilbert.